# Juliushof (Hirschaid)
Juliushof ist ein Gemeindeteil des Marktes Hirschaid im oberfränkischen Landkreis Bamberg in Bayern.

## Geografie
Der Weiler Juliushof liegt westlich von Sassanfahrt an der Straße nach Rothensand. Fünf Kilometer östlich des Ortes fällt das Gelände von der Fränkischen Schweiz rapide zum Tal der Regnitz hin ab und westlich steigt es zum Steigerwald wieder an.

Verbreitung germanischer Stämme um 50 n. Chr.

## Geschichte
Die Gegend war bereits zur Zeitenwende besiedelt und gehörte zum Ausbreitungsgebiet der Narisker (siehe Karte). Die Funde einiger Brandgräber aus der Römischen Kaiserzeit auf dem Gebiet von Juliushof belegen dies und sind als Bodendenkmale geschützt.:9
Der Weiler wurde um 1790 vom Reichsgrafen Julius von Soden (1754–1831) gegründet und ist nach diesem benannt. Das bayerische Urkataster zeigt den Juliushof in den 1810er Jahren als Einöde mit einer Hofstelle und drei Wirtschaftsgebäuden. Der Ort blieb bis zum Ende des 20. Jahrhunderts landwirtschaftlich geprägt.
Westlich der ursprünglich nur wenigen Häuser entstand seit den 2000er Jahren ein Neubaugebiet mit 150 Bauplätzen, das bis 2019 auf 558 Einwohner angewachsen war.
Seit 2013 gibt es einen Kindergarten in der Trägerschaft der Arbeiterwohlfahrt.

## Verkehr
Gemeindestraßen erschließen Juliushof zu der südlich den Ortes in Ost-West-Richtung verlaufenden Kreisstraße BA 25 hin. Der ÖPNV bedient Juliushof im Neubaugebiet mit der VGN-Buslinie 988. Diese hat allerdings eher einen Schulbuscharakter und bietet morgens eine einzige Fahrt nach Ebrach sowie nachmittags zwei Rückfahrten.